# Shigeru Okaizumi
Shigeru Okaizumi –en japonés, 岡泉 茂, Okaizumi Shigeru– (21 de abril de 1968) es un deportista japonés que compitió en judo. Ganó una medalla de bronce en el Campeonato Mundial de Judo de 1995, y una medalla de oro en los Juegos Asiáticos de 1994.

## Palmarés internacional
| Campeonato Mundial | Campeonato Mundial | Campeonato Mundial | Campeonato Mundial |
| Año                | Lugar              | Medalla            | Categoría          |
| ------------------ | ------------------ | ------------------ | ------------------ |
| 1995               | Chiba (Japón)      | Medalla de bronce  | –95 kg             |
| Juegos Asiáticos   |                    |                    |                    |
| Año                | Lugar              | Medalla            | Categoría          |
| 1994               | Hiroshima (Japón)  | Medalla de oro     | –95 kg             |